# Ньянг, Мамаду
Мамаду́ Амиду́ Нья́нг (фр. Mamadou Hamidou Niang; 13 октября 1979, Матам, Сенегал) — франко-сенегальский футболист, нападающий.

## Карьера

### Клубная
Начал заниматься футболом в клубе «Гавр». Первым профессиональным клубом Ньянга стал «Труа». В «Труа» он не всегда попадал в основной состав, и в январе 2003 года был отдан в аренду в клуб Лиги 2 «Мец». За 5 месяцев в «Меце» Ньянг забил 5 мячей в лиге (больше, чем в любом из предыдущих сезонов в «Труа») и помог своей команде вернуться в высший дивизион. После двух сезонов в «Страсбуре», который был середняком Лиги 1, перешёл в «Олимпик» Марсель за 7 миллионов евро. В сезоне 2007/08 занял второе место в рейтинге бомбардиров Лиги 1 с 18 голами, уступив первую строчку Кариму Бензема. В сезоне 2009/10 стал капитаном «Марселя».
14 августа 2010 года игрок подписал контракт с турецким клубом «Фенербахче» по схеме «3+1». 23 августа 2010 года дебютировал в чемпионате Турции 2010/11 в выездном матче против «Трабзонспора». 29 августа 2010 года открыл счёт своим мячам за «Фенербахче» в домашнем матче против «Манисаспора», оформив дубль. 27 сентября 2010 года забил 3 мяча в выездном матче против «Касымпаши». 6 сентября 2011 года «Фенербахче» продал Ньянга в катарский клуб «Аль-Садд» за €7,5 млн.
31 января 2013 года Ньянг перешёл в турецкий клуб «Бешикташ» на правах аренды до конца сезона 2012/13.

### Международная
В составе сборной Сенегала участвовал в Кубках африканских наций 2004, 2006 и 2008, на которых забил 4 гола.

## Достижения
Командные
 Олимпик (Марсель)
- Чемпион Франции: 2009/10
- Второй призёр чемпионата Франции: 2006/07, 2008/09
- Финалист Кубка Франции: 2005/06, 2006/07
- Обладатель Кубка французской Лиги: 2004/05, 2009/10
- Победитель Кубка Интертото: 2005

 Фенербахче
- Чемпион Турции: 2010/11

 Аль-Садд
- Победитель Лига чемпионов АФК: 2011

Личные
- Лучший бомбардир чемпионата Франции: 2009/10 (18 голов)

## Личная жизнь
Младший брат Мамаду Ньянга — Папа Ньянг.